# Daniel Tsui
Daniel Chee Tsui (Henan, 28 febbraio 1939) è un fisico cinese naturalizzato statunitense.

## Biografia
Frequentò la Pui Ching Middle School di Kowloon (Hong Kong). Nel 1958 si trasferì negli Stati Uniti per frequentare l'Augustana College di Rock Island (Illinois), dove si laureò.
Vinse un dottorato di ricerca presso l'Università di Chicago e trovò lavoro presso i Laboratori Bell, dove fu uno dei pionieri dello studio degli elettroni bidimensionali. La sua area di ricerca si espanse poi alle proprietà elettriche delle micropellicole e delle microstrutture dei semiconduttori e alla fisica dello stato solido.
Nel 1982, ottenne la cattedra di Ingegneria elettrica presso l'Università di Princeton.
Nel 1998, assieme a Horst Störmer della Columbia University e Robert Laughlin dell'Università di Stanford, Daniel Tsui ottenne il Premio Nobel per la fisica per il suo contributo alla scoperta dell'Effetto Hall quantistico.